# Antonio Flores (músico)
Antonio González Flores (Madrid, 14 de noviembre de 1961-Alcobendas, Madrid, 30 de mayo de 1995), conocido como Antonio Flores, fue un cantante, compositor y actor español.
Su estilo de música era el pop rock con tintes de cantautor, y sus canciones estaban llenas de poesía urbana, amor, nostalgia y vivencias, con un amplio espectro que va desde el rock hasta las baladas, pasando por la bossa nova y el blues.
Tuvo una breve carrera como actor, interviniendo tanto en series de televisión como en películas. 

## Biografía y carrera

### 1961-1980: primeros años
Antonio González Flores nació el 14 de noviembre de 1961 en Madrid, siendo hijo del guitarrista el Pescaílla, y de la actriz y cantante Lola Flores, así como hermano de Lolita y Rosario. Fue bautizado en Madrid el 6 de diciembre, y sus padrinos fueron Antonio Ordóñez y Aline Griffith.
En 1969, cuando tenía ocho años, apareció en la película de José Luis Sáenz de Heredia, El taxi de los conflictos.

### 1980-1981:Antonioy éxito deNo dudaría
En 1980, grabó en los estudios Escorpión su primer disco, Antonio, donde incluye su exitoso tema «No dudaría». Este primer disco le ofrece la oportunidad de una pequeña gira de conciertos y apariciones en programas televisivos  como su debut musical en el programa Aplauso, interpretando dos temas: No dudaría, compuesto por él mismo, y un tema llamado Libre, de Paco Cepero, cedido para la elaboración del disco.
Tras el éxito obtenido y motivado por su audiencia, un año después entra de nuevo en los estudios Escorpión para grabar su segundo disco: Al caer el sol, con prácticamente todos los temas compuestos por él, y varias versiones de temas conocidos, como el primer tema del disco El fantasma de Canterville, compuesto años atrás por el dúo Sui Generis; o Pongamos que hablo de Madrid, canción de Joaquín Sabina que reinterpreta en clave roquera.
A pesar de la colaboración del productor musical Jorge Álvarez, el disco no obtiene grandes resultados comerciales, y tan solo se mantiene varias semanas en las radios la versión de la canción de Sabina.
Ese mismo año y tras la salida de su segundo disco, el director de cine Eloy de la Iglesia le brinda la oportunidad de aparecer como protagonista de su nueva película llamada Colegas, en la que desempeña su personaje bajo su mismo nombre real, y de grabar el tema principal de la película, Lejos de aquí, junto grupo Cucharada, formado en 1978, y cuyo uno de sus cuatro componentes era Manolo Tena. La banda sonora de la película ganó el Festival de Huelva y fue tocada por la banda de Antonio Flores, con los guitarristas argentinos Gabriel Jolivet conocido guitarrista de Redondos Pappo's Blues y Miguel Botafogo Vilanova.

### 1982-1989: incursión actoral yGran Vía
El 19 de marzo de 1986, contrajo matrimonio con Ana Villa, de quien se separó cinco años después. Con ella tuvo a su única hija, Alba, nacida el 27 de octubre de 1986. Un año más tarde, en 1987, aparece en una nueva producción cinematográfica titulada Calé de Carlos Serrano, en la interpreta el papel de su personaje como cuñado de Rosario (su hermana en la vida real) y bajo el nombre Nono. Un año más tarde, en 1988, aparece de nuevo en otra película, esta vez en El balcón abierto, de Jaime Camino, en la que desempeña el papel de villano bajo el nombre de El Amargo. En el rodaje de la película conoce a Amparo Muñoz, quien también interviene en dicha película. A partir de ahí, empieza una buena amistad entre Amparo y Antonio.
Después graba su tercer disco Gran Vía (1988) un disco que pasa desapercibido en su momento, pero el paso del tiempo se ha encargado de revalorizar canciones como la que le daba título. El mismo año aparece en cuatro capítulos de la serie Gatos en el tejado, dirigida por Alfonso Ungría y protagonizada por José Sacristán, desempeñando el papel de un músico integrante del grupo Gin-Tonic (grupo formado para la película), y del cual también es integrante del grupo Gabino Diego. Juntos interpretan varios temas en directo, llamados Dime de que vas y Libro de reclamaciones.
En 1989 vuelve a la gran pantalla para formar parte del reparto de una nueva serie televisiva italiana, de la mano de Ruggero Deodato, llamada Océano, en la que desempeña el papel de Curro, uno de los villanos de la serie. Ese mismo año y tras la anterior serie, pasa a formar parte del reparto de actores en la película Sangre y arena, dirigida por Javier Elorrieta y ahora recordada como uno de los primeros trabajos de la luego celebridad Sharon Stone. En esta cinta desempeña el papel del personaje Chiripa, íntimo amigo del protagonista y hermano del personaje interpretado por Ana Torrent.

### 1990-1995:Cosas míasy último concierto
La década de los noventa se inicia con una nueva participación como actor en La Femme et le pantin (La mujer y el pelele) de Mario Camus.
El reconocimiento a sus virtudes como compositor le llega a través de sus hermanas Lolita y Rosario, para quienes escribe varias canciones. Para Rosario compone la mayoría de canciones de su exitoso disco De ley (1992) y Siento (1993), convirtiéndose desde ese momento en su mejor aliado musical. En 1992 también aparece en la película Chechu y familia de Álvaro Sáenz de Heredia.
Animado por las nuevas circunstancias, graba el que sería el disco de su consagración, Cosas mías, con canciones como «Alba» (dedicada a su hija), «Siete vidas» o «Cuerpo de mujer». El disco fue presentado el 25 de mayo de 1994 en la sala Morocco, de Madrid. A medio camino entre el rock clásico y los detalles gitanos de su casta flamenca, las canciones de este disco le llevaron a saltar la barrera del disco de oro (cincuenta mil ejemplares vendidos). El blues, el rock, el rhythm and blues, el reggae o el honky-tonk se mezclan con la rumba. En el videoclip de Cuerpo de mujer, aparece Mónica Pont, que por esa época era su pareja sentimental. Ese mismo año, y como prueba del apoyo que tenía de muchos amigos en el mundo musical, fue invitado al concierto de Gijón de la gira Mucho Más que Dos, en la que canta junto con Ana Belén la canción Solo le pido a Dios.
El 26 de mayo de 1995, hizo su último concierto, en Pamplona.

## Muerte
El 30 de mayo de 1995, catorce días después de la muerte de su madre, Flores fue encontrado sin vida a los 33 años de edad en su casa familiar de «El Lerele», localizada en Alcobendas, Madrid. Una autopsia reveló que había fallecido a causa de una combinación de barbitúricos y alcohol, que le provocaron una sobredosis fatal. Su cuerpo fue sepultado junto al de su madre en un mausoleo familiar, ubicado dentro del Cementerio de la Almudena, en Madrid.

## Legado
Tras su muerte en 1995, el álbum Cosas mías, editado por RCA Records, se convirtió en el más vendido de ese año en España, según la SGAE.
En 2005, con motivo del décimo aniversario de su fallecimiento, se le entregó a su hija, Alba, un disco de diamante por un millón de copias vendidas.

## Discografía

### En vida
- 1980: Antonio
- 1981: Al caer el sol
- 1988: Gran vía
- 1994: Cosas mías ESP: 5x Platino (500 000 copias)
- 1995: Antonio Flores en concierto

### Antologías/discos homenaje
- 1994: Lo mejor de Antonio
- 1995: Una historia de amor interrumpida
- 1996: Antología ESP: Platino (100 000 copias)
- 1999: Arriba los corazones ESP: Oro (50 000 copias)
- 2002: Para Antonio Flores: Cosas tuyas
- 2005: 10 años: La leyenda de un artista ESP: Oro (50 000 copias)
- 2012: Esencial Antonio Flores
- 2015: Cosas Mías 20 Aniversario (2Cds + DVD)

## Filmografía
| Año  | Título                    | Papel          |
| ---- | ------------------------- | -------------- |
| 1969 | El taxi de los conflictos | El churumbel   |
| 1982 | Colegas                   | Antonio        |
| 1984 | El balcón abierto         | El Amargo      |
| 1986 | Turno de oficio           | El Negro       |
| 1987 | Calé                      | Nono           |
| 1989 | Sangre y arena            | Chiripa        |
| 1990 | La mujer y el pelele      | Pablo          |
| 1992 | Chechu y familia          | Cosme          |
| 1993 | Cautivos de la sombra     | Rafa           |
| 1994 | El coraje de vivir        | Él mismo       |
| 1995 | Fiesta                    | El guitarrista |